# Machi Okabe
 (mars 2024).
La mise en forme du texte ne suit pas les recommandations de Wikipédia : il faut le « wikifier ».
Les points d'amélioration suivants sont les cas les plus fréquents. Le détail des points à revoir est peut-être précisé sur la page de discussion.
- Les titres sont pré-formatés par le logiciel. Ils ne sont ni en capitales, ni en gras.
- Le texte ne doit pas être écrit en capitales (les noms de famille non plus), ni en gras, ni en italique, ni en « petit »…
- Le gras n'est utilisé que pour surligner le titre de l'article dans l'introduction, une seule fois.
- L'italique est rarement utilisé : mots en langue étrangère, titres d'œuvres, noms de bateaux, etc.
- Les citations ne sont pas en italique mais en corps de texte normal. Elles sont entourées par des guillemets français : « et ».
- Les listes à puces sont à éviter, des paragraphes rédigés étant largement préférés. Les tableaux sont à réserver à la présentation de données structurées (résultats, etc.).
- Les appels de note de bas de page (petits chiffres en exposant, introduits par l'outil «  Source ») sont à placer entre la fin de phrase et le point final[comme ça].
- Les liens internes (vers d'autres articles de Wikipédia) sont à choisir avec parcimonie. Créez des liens vers des articles approfondissant le sujet. Les termes génériques sans rapport avec le sujet sont à éviter, ainsi que les répétitions de liens vers un même terme.
- Les liens externes sont à placer uniquement dans une section « Liens externes », à la fin de l'article. Ces liens sont à choisir avec parcimonie suivant les règles définies. Si un lien sert de source à l'article, son insertion dans le texte est à faire par les notes de bas de page.
- La présentation des références doit suivre les conventions bibliographiques. Il est recommandé d'utiliser les modèles {{Ouvrage}}, {{Chapitre}}, {{Article}}, {{Lien web}} et/ou {{Bibliographie}}. Le mode d'édition visuel peut mettre en forme automatiquement les références.
- Insérer une infobox (cadre d'informations à droite) n'est pas obligatoire pour parachever la mise en page.

Pour une aide détaillée, merci de consulter Aide:Wikification.
Si vous pensez que ces points ont été résolus, vous pouvez retirer ce bandeau et améliorer la mise en forme d'un autre article.
 (mars 2024).
Machi Okabe (né le 23 mars 1984 , -) est une violoniste japonaise. Elle est née dans la ville de Hitachi, préfecture d'Ibaraki ,. Elle appartenait à Sun Music Production de 2014 à 2024.

## Biographie
Elle a commencé à vouloir jouer du violon en regardant son frère aîné, qui a deux ans de plus qu'elle et qui est violoniste professionnel ,, et a commencé à jouer du violon à l'âge de trois ans,,. Depuis l'école primaire, elle joue du violon lors des fêtes d'anniversaire d'amis, etc.  Même au collège, il avait la réputation de « Violin Machi-chan ».
Diplômée du département de musique du Toho Girls High School ,, diplômée de l'Université Toho Gakuen , et a terminé les études supérieures de la même école. Elle est ensuite restée à Paris environ un mois lorsqu'elle était étudiante à l'université. Pendant qu'elle était étudiante, de 2001 à 2002, elle travaillait comme mannequin pour les spectacles « apish » de Tetsuya Sakamaki et « afloat » de Hiroki Miyamura, et en tant que violoniste, elle a écrit des arrangements originaux de chansons existantes au Tokyo Forum international, jouées à l'Ebisu Garden Hall, au Zepp Tokyo, etc.  Elle a également servi de modèle de lecture pour « CanCam ».
Après cela, en tant que violoniste professionnel, elle a participé en tant que soliste et arrangeur à des performances live, des enregistrements et des événements avec des artistes tels que Dragon Ash, Hitomi, Sound Horizon, AAA, Kana Nishino , Ryuichi Kawamura et Shogo ,,. Le 31 juillet 2013, alors qu'elle jouait du violon en arrière-plan de "FNS Uta no Natsu Matsuri" ( Fuji TV ), elle est devenue un sujet brûlant sur Internet, les  commentant qu'elle était "trop mignonne". Le premier Yahoo! Il a été sélectionné comme la recherche numéro 1 à la croissance la plus rapide dans les Search Awards . Même lors de l'émission du 20 juillet 2014 de « Gareonoderu Legal Consultation Center » ( Nippon Television ), dans laquelle elle est apparue en tant qu'invitée, l'audience a augmenté pour le rôle dans lequel Okabe est apparu .
Elle a sorti son premier album original "Sweet Devil" le 4 juillet  et a sorti trois albums avant ses débuts en major. La demande pour un début a augmenté et un début en major a été décidé ,. Produit par Akira Miyake, un producteur de musique tombé amoureux de ce talent, son premier album majeur « Neo Nostalgia » est sorti par Universal Music le 12 novembre 2014.
Un second album Prism Miracle est sorti par Universal Music le 18 avril 2018.
Elle appartient à Sun Music Production depuis janvier 2014  jusqu'au 31 décembre 2023 .
Elle poursuit ses activités de freelance complet à partir du 1er janvier 2024.
Bien qu'il n'y ait pas de paroles lorsque l'on joue du violon, on dit que la performance est similaire au chant, donc le violon est joué d'une manière qui donne l'impression de chanter.
Elle est fan de mangas  et possède environ 3 000 mangas et livres électroniques  et cite « Bitter Sweet » et « Tokyo Ghoul » comme ses œuvres préférées ,. Son rêve est de participer à la musique lorsque son manga préféré sera transformé en film,.

## Discographie
「Sweet devil」
- Sorti le 4 juillet 2008

1. Sweet devil
2. haven't we met
3. 夕焼けと影
4. elation
5. 悲愴　第三楽章
6. 午前3時

「candy girl」
- Sorti le 21 mars 2010

1. Rose whip
2. Candy girl
3. H to N
4. Long for...
5. Looking for...
6. Nostalgia
7. Around the landscape
8. リナリア (studio live rec.)
9. Try-be-on

「Elpio」
1. 夜想曲
2. jealous
3. re:Na
4. log
5. 月に落ちる影
6. ふたりぼっち
7. 707
8. 深海の鏡
9. 壁を越える鳥
10. fraud night ～お遊び編～

"Neo Nostalgia" 
- Sortie le 12 novembre 2014 / USM JAPON

1. Lovin' You
2. I Like Chopin
3. シェリーに口づけ (ja) Tout,tout pour ma cherie
4. Smile Again
5. Hatsuyuki
6. Miniature Garden
7. Yesterday Once More
8. あなたのとりこ Irrésistiblement
9. 明日に架ける橋 Bridge over Troubled Water
10. 雨にぬれても Raindrops Keep Fallin’ On My Head
11. Just The Two Of Us
12. Whisper V-birds (SE)
13. I Don't Want to Miss a Thing

「プリズミラクル / Prism Miracle」   
- Sortie le 18 avril 2018 / USM JAPON

| 1  | 「むげん」へ       |
| 2  | knight of night    |
| 3  | dancing puzzle     |
| 4  | cotton candy       |
| 5  | g                  |
| 6  | ep.zero            |
| 7  | ストロボサイン     |
| 8  | 偶然のとなり       |
| 9  | トライアンフ       |
| 10 | ユメミゴイ         |
| 11 | オーケストラの魔法 |

## Apparitions

### Poste de télévision
- Festival d'été FNS Uta no ( Fuji Television )
- Lion's Good Day (Fuji Television) - Fin de l'interprétation de la chanson du 31 mars 2014 jusqu'au dernier épisode du 31 mars 2016
- Restaurant problématique (Fuji TV) - Épisode 5 ( 12 février 2015 )
- Concert de chansons de la NHK ( NHK General ) « Collaboration de rêve ! Soirée de la chanson » (13 octobre 2015)
- Présentateur d'information Tokudane ! (Fuji Television) - Commentateur ( 18 juin 2018 -) [11],[12]
- Hanté! Le paradis de la rue publicitaire (TV Tokyo) ~Mito~ ( 23 février 2019 ) Autres apparitions invitées

### Radio
- Musical Instruments Paradise ~Gakipara~ pour tous les mélomanes ( Nippon Cultural Broadcasting ) et autres apparitions